# Ryan Garcia
Ryan Garcia (Victorville, 8 augustus 1998) is een Amerikaans bokser.

## Carrière
Garcia werd geboren in Californië uit ouders van Mexicaanse afkomst en heeft drie zussen en een broer. Op zevenjarige leeftijd begon hij met boksen. Als amateur (2008-2016) had hij een record van 215 overwinningen en 15 verliespartijen.
Garcia maakte zijn professionele debuut op 9 juni 2016 en versloeg Edgar Meza door een technische knock-out (TKO) in de eerste ronde. Meteen na de wedstrijd tekende hij een contract bij Golden Boy Promotions van Oscar De La Hoya.
Op 2 januari 2021 won Garcia de vacante interim WBC-lichtgewichttitel door Luke Campbell technisch knock-out te slaan in de zevende ronde. Op 24 april 2021 stelde hij de titel vacant. Hij besloot om deze niet te verdedigen tegen Javier Fortuna en de voorkeur te geven aan mentaal en fysiek herstel.
Bijna een jaar later, op 9 april 2022, keerde Garcia terug naar de ring en won op punten van voormalig IBO-lichtgewichtkampioen Emmanuel Tagoe. Vervolgens won hij op 16 juli 2022 van Javier Fortuna middels een KO in de zesde ronde.
Op 22 april 2023 stond Garcia tegenover landgenoot Gervonta Davis in de T-Mobile Arena in Las Vegas. Het gevecht was een gezamenlijk PPV-evenement tussen Showtime en DAZN. Garcia verloor het gevecht door middel van een KO in de zevende ronde na een lichaamsstoot die hem ervan weerhield de telling te verslaan. Hierdoor leed hij de eerste nederlaag in zijn carrière.
Op 21 april 2024 werd Garcia uitgeroepen als de winnaar van zijn gevecht tegen Devin Haney op basis van een meerderheidsbesluit, waarbij hij zijn tegenstander drie keer tegen het canvas sloeg. Na de wedstrijd bleek dat Garcia positief testte op het prestatieverhogende medicijn ostarine. Als gevolg werd zijn winst afgenomen en werd de wedstrijd als no contest verklaard, en werd hij voor een jaar geschorst.